# Daley Thompson's Decathlon
Daley Thompson's Decathlon är ett datorspel med friidrottstema, baserat på Konamis Track & Field, utvecklat och släppt under licens av Ocean Software 1984. Det släpptes med namn efter britten Daley Thompson och hans popularitet då han blivit olympisk mästare i tiokamp 1980 och 1984.

## Spelet
Spelaren deltar i de tio grenarna i tiokamp:
- Dag 1: 100 meter, längdhopp, kulstötning, höjdhopp, 400 meter
- Dag 2: 110 meter häck, stavhopp, diskuskastning, spjutkastning, 1 500 meter

Spelaren startar spelet med tre liv; om man missas med att nå en grens minimumstandard tappar man ett liv. Framgång på 1500 meter resulterar i att man återvänder till dag 1 för att återupprepa grenarna, nu med tuffare kvalificeringskriterier.